# Podeštat
Podeštat, tudi podestat (italijansko podestà), je bil v srednjem veku v državah srednje in južne Italije inštitut, urad nosilca najvišje civilne upravne, včasih tudi vojne funkcije. 
V srednjem veku je bil podesta (podestà)  vrhovni civilni načelnik v mestih in trgih, ta naziv pa so v času Beneške republike nosili iz Benetk izbrani glavarji tistih mest, ki so morala priznati beneško nadoblast. Tako so npr. podeste imela obalna mesta/komune Koper, Izola, Piran, Split, Trogir... Podestaje je imenoval beneški Veliki svet izmed svojih članov, v največkrat za dobo 16 mesecev.
Še danes se z podestà naslavlja župane v italijansko govorečih občinah kantona Graubünden v Švici.

## Mestna komune in uprava Beneške republike
Po osvoboditvi srednjeveških mest izpod oblasti škofov in lokalnih fevdalnih veljakov v 12. stoletju (pri tem so prednjačila severnoitalijanska mesta), so se vplivi prenesli tudi v Istro. Tako so meščani sami ustanovili mestne komune (Koper 1186, Piran 1192, Poreč 1194, Pulj 1199, Trst in Milje 1202) v katerih so sami izbirali načelnike, konzule, rektorje in podestaje (prvi je bil v virih omenjen v Kopru, leta 1186). Tudi nekaterim večjim krajem, ki sicer niso imeli statusa mesta, je uspelo vzpostaviti avtonomijo po mestnih zgledih. Status mesta = civitas, so v Istri namreč imeli le tisti kraji, ki so si ga pridobili v antiki ali bizantinski dobi, obenem pa so bili sedež škofije, to so: Trst, Koper, Novigrad, Poreč, Pulj in Pičen. Oblast se je na ta način prenesla od škofov na izvoljene mestne svetne načelnike, ki so sprva še morali poslušati voljo vrhovne oblasti, to je arenga (skupščine vseh meščanov), vendar so se kmalu uglednejši in premožnejši dvignili nad ostale meščane in oblikovali mestne svete. Ti so po koncu 13.stoletja po zgledu Benečanov izvedli t.i. zaprtje (serrata), kar pomeni, da v svoje vrste niso več sprejemali predstavnikov novih mestnih družin, kar pa ni veljalo v časih splošne depopulacije, npr. zaradi epidemij, ki so prizadele tudi plemiške rodbine. 
Po podreditvi istrskih mest Serenissimi: (Poreč 1267, Umag 1269, Novigrad 1270, Motovun 1275, Koper 1279 in Piran 1283) - samostojni so ostali le še Trst, Pulj in Milje, ter prisegi zvestobe beneškemu dožu (facere fidelitatem) so Benečani posameznim osvojenim mestom pustili nespremenjeno notranjo avtonomijo z mestnim svetom, le podestaje na čelu so določali izmed svojih plemičev ter za vojaške namene ustanavljali območne deželne kapetanate.
Beneški podestaji so v mestih in na ozemljih nižjih upravnih enot (terre) ki niso bili sedež škofije, vendar so imele pravico do avtonomne ureditve in do podestata,  vladali s pomočjo povelij (commissioni) beneškega senata in posameznega mestnega statuta, ki pa so ga Benetke po podreditvi mesta praviloma prilagodile svojim normam. Po doslej znanih podatkih se v Istri omenja koprski statut iz leta 1239, najstarejši ohranjeni pa je piranski iz leta 1247, ki ga hrani Pokrajinski arhiv v Kopru. Vsekakor je najstarejši v Sloveniji, za dubrovniškim pa tudi drugi najstarejši ohranjeni na vzhodni jadranski obali.

## Uprava Kraljevine Italije
Naslov podesta se je  uporabljal za nosilca najvišje funkcije na občini, zlasti na območjih z delno italijansko govorečim prebivalstvom, ki so bila poprej del Avstrijskega cesarstva, zatem pa  Avstro-Ogrske monarhije. Kasneje je izraz uporabljal fašistični režim za predstojnika občinske uprave, ki ga je imenovala vlada.
Pogoj za imenovanje po zakonu iz leta 1926 je bil, da je kandidat polnoleten italijanski državljan, ki ni bil kaznovan (zaradi določenih dejanj, povezanih predvsem z državno varnostjo) in ima vsaj srednješolsko izobrazbo (izjema so bili tisti, ki so že predhodno opravljali župansko ali tajniško funkcijo v občinah ali so bili (pod)častniki v italijanski vojski med 1. svetovno vojno).